# Myxozyma vanderwaltii
Myxozyma vanderwaltii är en svampart som beskrevs av Spaaij, G. Weber & M.T. Sm. 1993. Myxozyma vanderwaltii ingår i släktet Myxozyma och familjen Lipomycetaceae.   Inga underarter finns listade i Catalogue of Life.